# Roodgrijze dansvlieg
De roodgrijze dansvlieg (Empis rufiventris) is een vlieg uit de familie van de dansvliegen (Empididae). De wetenschappelijke naam van de soort werd in 1838 gepubliceerd door Johann Wilhelm Meigen.